# بیمارستان مکنزی ریچموند هیل
بیمارستان مکنزی ریچموند هیل (انگلیسی: Mackenzie Richmond Hill Hospital) که در گذشته بیمارستان مرکزی یورک نام داشت، بیمارستانی در ریچموند هیل، انتاریو در کانادا و یکی از سه بیمارستان شهرستان یورک است.

## تاریخچه
این بیمارستان در سال ۱۹۶۳ در منطقهٔ وان و با نام بیمارستان مرکزی یورک تأسیس شد. در سال ۱۹۷۴ میلادی، ۳۰۰ تخت دیگر به آن اضافه شد.
در سال ۲۰۰۳ به‌دنبال انتقال یک فرد بیمار از بیمارستان برچمانت، کارکنان این بیمارستان دچار بیماری سارس شدند که منجر به بسته شدن بیمارستان در ۲۸ مارس ۲۰۱۳ شد. بخش اورژانس و زایمان بیمارستان مجدداً در ۱۹ آوریل همان سال بازگشایی شد. دمای بدن تمامی بیماران بستری را روزی دو بار کنترل می‌کردند و آنهایی که علائم ونشانه‌های بیماری سارس داشتند، قرنطینه شده و تحت پرتونگاری قرار می‌گرفتند. هر بیماری که علائم سینه‌پهلو داشت، در قرنطینه و به‌طور مجزا درمان می‌شد تا متخصص پزشکی ریه مشخص کند که بیماری فرد به‌خاطر سارس نیست.

## طراحی
این بیمارستان ۴ ساختمان اصلی دارد که هر یک ۵ طبقه دارد:
- ساختمان A - ساختمان جنوبی حاوی بخش مراقبت‌های پیوسته و توان‌بخشی
- ساختمان B - ساختمان یادمان داگلاس اچ. استورم
- ساختمان C - ورودی اصلی ساختمان
- ساختمان D - جدیدترین بخش ساختمان که دربرگیرندهٔ اورژانس، آی‌سی‌یو و بخش دیالیز است.

این بیمارستان یک بخش اقماری و سرپایی دیالیز هم دارد که در خیابان جین واقع شده است که دارای ۳۳ دستگاه مجزای دیالیز است.

## خدمات
این بیمارستان از سال ۲۰۰۵ دارای دستگاه ام‌آرآی ۱٫۵ تسلاست.
- خدمان مراقبت‌های سرپایی
- برنامه مراقبت‌های پیوسته
- تصویربرداری تشخیصی
- مرکز سکته مغزی
- پزشکی اورژانس
- آزمایشگاه
- مراقبت‌های بلندمدت
- مرکز MRI
- بخش بیماری‌های داخلی
- بخش سلامت روان و ذهن
- خدمات توان‌بخشی
- بخش جراحی
- بخش مادر و کودک
- بخش دیالیز